# Aisne (affluent de l'Oise)
Pour les articles homonymes, voir Aisne.
L'Aisne est une rivière du nord de la France, dans les deux régions Grand Est et Hauts-de-France, traversant les cinq départements Meuse, Marne, Ardennes, Aisne, Oise. Elle est un affluent de rive gauche de l'Oise, ce qui fait d'elle un sous-affluent de la Seine. Elle donne son nom au département de l'Aisne.

## Étymologie

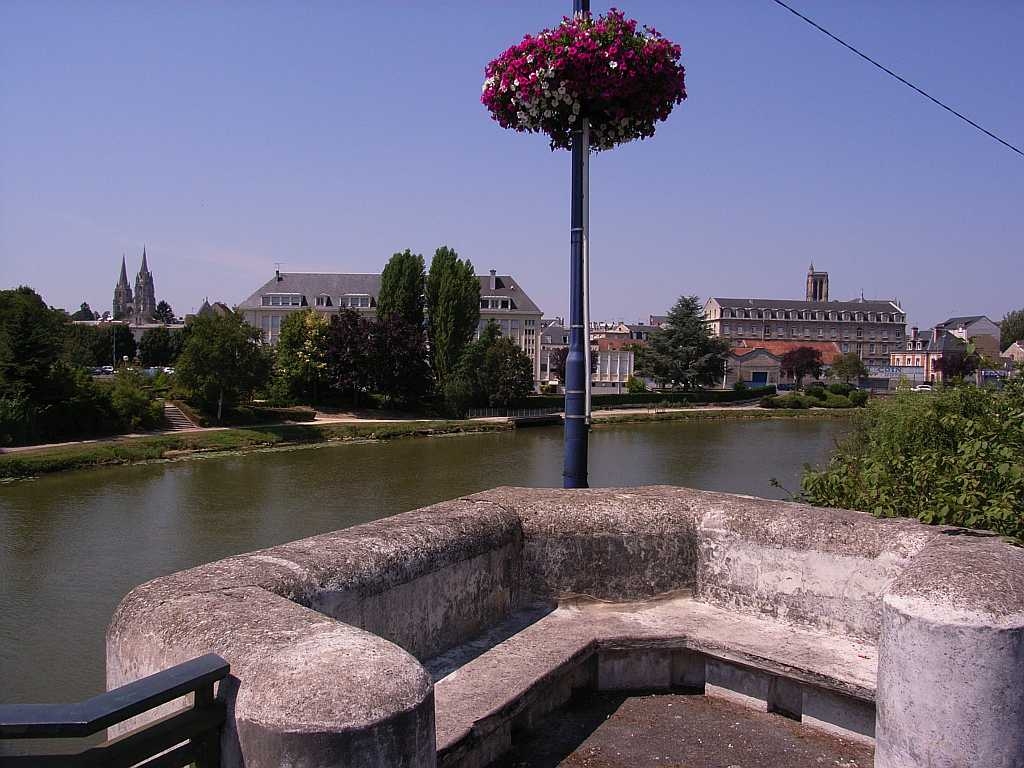
L'Aisne à Soissons.

Les formes anciennes de la rivière Aisne sont Axona, Ier siècle av. J.-C. ; Axuenna, IIIe siècle ; Axina en 650 ; Axna en 850. 
Le nom provient du gaulois, selon Ernest Nègre, et il est composé du radical *ax-, qui est peut-être une variante du radical *asca, voire d'esca signifiant « eau » dans cette langue, avec le suffixe -ona où il y a une accentuation sur la syllabe initiale. L'étymologie du mot est similaire à celle de la rivière Essonne, affluent de la Seine.
Pour Noémie Beck, professeure en civilisation britannique et irlandaise, le terme Axona viendrait d'Acionna, déesse des rivières dont le culte est attesté en Gaule romaine à Orléans, à cause de l'origine similaire entre les noms « Aisne » et « Essonne ».

## Géographie
Elle prend sa source dans l'Argonne à Sommaisne, à 250 m d'altitude, près de la limite entre les départements de la Meuse et de la Marne, et se jette dans l'Oise entre Clairoix et Compiègne, dans le département de l'Oise, après un parcours de 355,9 kilomètres. Elle est donc plus longue de 15 kilomètres environ que l'Oise.

### Départements et principales villes traversés
L'Aisne traverse cent-trente communes dont :
- Meuse : Vaubecourt, Triaucourt-en-Argonne ;
- Marne : Sainte-Menehould ;
- Ardennes : Vouziers, Attigny, Rethel, Château-Porcien, Asfeld ;
- Aisne : Neufchâtel-sur-Aisne, Vailly-sur-Aisne, Soissons, Vic-sur-Aisne ;
- Oise : Attichy, Trosly-Breuil, Compiègne.

### Bassin versant

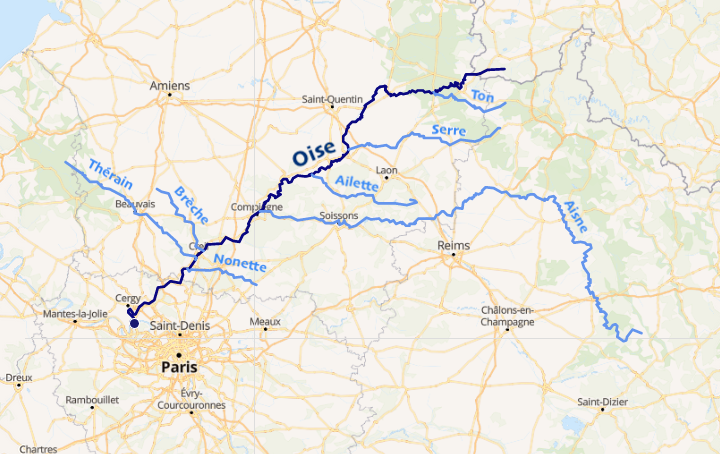
Positionnement de l'Aisne en rive gauche dans le bassin de l'Oise.

L'Aisne traverse quarante-quatre zones hydrographiques pour une superficie totale de 7 939 km2. Ce bassin versant est constitué à 73,71 % de « territoires agricoles », à 22,35 % de « forêts et milieux semi-naturels », à 3,56 % de « territoires artificialisés », à 0,31 % de « surfaces en eau », à 0,08 % de « zones humides ».

### Organisme gestionnaire
L'organisme gestionnaire est l'EPTB Entente Oise-Aisne, reconnue EPTB depuis le 15 avril 2010, sis à Compiègne.

## Affluents

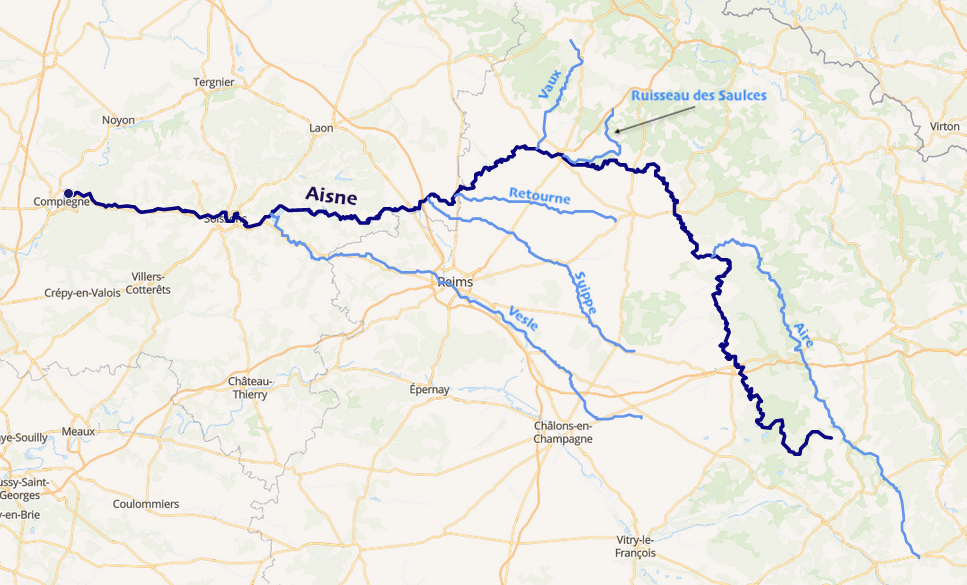
Cours de l'Aisne et de ses affluents de plus de 30 km (carte interactive).

L'Aisne a cent-neuf tronçons affluents référencés, dont les principaux affluents sont les suivants :
- l'Ante (rg[note 1]), 26,1 km sur onze communes avec onze tronçons affluents[7]
- l'Auve (rg), 20,2 km grossie de l'Yèvre (rd), 17,2 km
- la Bionne (rg), 15,5 km
- la Biesme (rd), 28,1 km
- la Tourbe (rg), 21,1 km
- l'Aire (rd), 125,6 km qui reçoit les eaux de la Cousances et de l'Agron
- la Vaux (rd), 37,7 km
- la Retourne (rg), 45,4 km et de rang de Strahler deux.
- la Suippe (rg), 82 km et de rang de strahler trois grossie des eaux de la Py (rd) 14,9 km
- la Vesle (rg), 139,5 km qui reçoit les eaux de l'Ardre (rg), 39,4 km et rang de Strahler quatre.
- la Crise (rg), 25,8 km
- la Foivre (rd), 21,7 km et de rang de Strahler trois.
- la Saulces (rd), 29,5 km et de rang de Strahler deux.
- la Dormoise (rg), 17,2 km et de rang de Strahler deux.
- la Miette (rd), 15,1 km et de rang de Strahler deux.
- la Fournelle (rd), 15 km dans le département des Ardennes et de rang de Strahler trois.
- le ru de Berne 14 km
- la Loire (rg), 10,42 km et de rang de Strahler trois.

Entre Vieux-lès-Asfeld et Semuy, l'Aisne est longée par le canal des Ardennes, lequel se prolonge entre Semuy et Vouziers. À Semuy le canal s'engage dans une vallée latérale en direction nord-est, d'où il rejoindra la Meuse en aval de Sedan en suivant la vallée de la Bar.
En aval de Vieux-lès-Asfeld, l'Aisne est encore longée par un autre canal, le canal latéral à l'Aisne qui relie cette dernière localité à Celles-sur-Aisne.

## Hydrologie

### Bassin supérieur - En amont de Rethel
Dans son cours supérieur, l'Aisne grossie de nombreux affluents issus des hauteurs de l'Argonne, se présente comme un cours d'eau assez abondant. 

#### L'Aisne à Givry
Son débit a été observé sur une période de 38 ans (1969-2007), à Givry, localité du département des Ardennes située un peu en amont de Rethel. Le bassin versant de la rivière y est de 2 940 km2 (soit un peu plus du tiers de sa totalité qui fait 7 920 km2).
Le module de la rivière à Givry est de 31,2 m3/s, c'est-à-dire la moitié du débit final de la rivière (65 m3/s).
L'Aisne y présente des fluctuations saisonnières de débit assez marquées, comme bien souvent dans l'est de la France, avec des hautes eaux d'hiver portant le débit mensuel moyen à un niveau situé entre 50 et 66 m3/s, de décembre à mars inclus (avec un maximum en janvier), et des basses eaux d'été, de fin juin à début octobre, avec une baisse du débit moyen mensuel jusqu'à 6,17 m3/s au mois de septembre.

##### Étiage ou basses eaux
À l'étiage, le VCN3 peut chuter jusque 2,00 m3/s, en cas de période quinquennale sèche, ce qui n'est pas excessivement bas.

##### Crues
Les crues existent sans être trop importantes, à l'inverse des cours d'eau coulant plus à l'est, sur le plateau lorrain entre autres. Ainsi le débit instantané maximal enregistré a été de 300 m3/s le 1er février 1977, tandis que la valeur journalière maximale était de 297 m3/s le 22 du même mois. Le QIX 10 est de 260 m3/s, le QIX 20 de 290 m3/s et le QIX 50 de 330 m3/s. Les QIX 2 et QIX 5 valent quant à eux respectivement 190 et 230 m3/s. D'où il ressort que les crues de février 1977 étaient d'ordre vicennal, et nullement exceptionnelles.

##### Lame d'eau et débit spécifique
L'Aisne dans son cours supérieur est une rivière assez abondante, alimentée par des précipitations notables, dans la région des hauteurs de l'Argonne. La lame d'eau écoulée dans son bassin versant est de 336 millimètres annuellement, ce qui est assez élevé, un peu supérieur à la moyenne d'ensemble de la France, et surtout à la moyenne de la totalité du bassin de la Seine (220 millimètres par an). Le débit spécifique (ou Qsp) de la rivière atteint le chiffre de 10,6 litres par seconde et par kilomètre carré de bassin.

### Cours inférieur
Entre Givry et la fin de son parcours, l'Aisne a traversé toute l'étendue de la Champagne crayeuse et reçu notamment une série d'affluents moins irréguliers, aux étiages peu sévères, aux crues faibles et au débit maximal décalé vers la période de fin d'hiver et du printemps, telles la Retourne, la Suippe et la Vesle. L'Aisne a aussi bénéficié de nombreux apports souterrains liés à la présence d'eaux souterraines abondantes. Une bonne partie de l'eau des précipitations en Champagne crayeuse échappe en effet à l'écoulement et après s'être infiltrée, est stockée dans le sous-sol, étant donné la grande perméabilité des terrains. Mais ces eaux d'infiltration ne sont perdues que momentanément par les petites rivières et finissent par retourner aux cours d'eau les plus importants qui coulent toujours en contrebas. En d'autres termes le sous-sol de la Champagne joue le rôle de régularisateur : il absorbe une partie de l'eau excédentaire durant l'hiver, et, lorsque les nappes souterraines ont bien remonté, en fin d'hiver et au printemps, restitue cette eau à la rivière principale de la région, en l'occurrence l'Aisne. Ce phénomène se produit aussi en faveur de la Marne voisine.
De ce fait le profil de l'Aisne s'est relativement adouci lors de la traversée de la Champagne. Elle est devenue plus régulière, son débit d'étiage a nettement augmenté, et sa période de hautes eaux s'est allongée au printemps.

#### L'Aisne à Trosly-Breuil
Son débit a été observé durant une période de 42 ans (1961-2002), à Trosly-Breuil, localité du département de l'Oise située un peu en amont de Rethondes. Le bassin versant de la rivière y est de 7 940 km2, soit la presque totalité de celui-ci.
Le module de la rivière à Trosly-Breuil est de 65,4 m3/s.
La saison des hautes eaux s'étend désormais de décembre à début mai pour des débits mensuels moyens allant de 85 à 120 m3/s, avec un maximum en février. La saison des basses eaux se produit de juillet à octobre avec un minimum devenu très confortable de 24 m3/s au mois d'août. Le débit d'étiage VCN3 en cas de quinquennale sèche, passe de 2,1 m3/s (Givry) à 8,6 m3/s à Trosly-Breuil. Il fait plus que quadrupler, alors que le module ne fait que doubler.

##### Crues
A Trosly-Breuil, les QIX n'ont pas été calculés, mais les QJ ou débits calculés pour une crue journalière l'ont bien été. Le QJ 5 vaut 310 m3/s et le QJ 50 500 m3/s. Ces niveaux sont bien suffisants pour occasionner de sérieux débordements. Et si le débit moyen a doublé entre les deux localités, les débits de crue n'ont augmenté que de 45 à 55 %.
Durant la crue de 1784, l'eau serait montée à 8 m sur le bassin versant de l'Oise dont l'Aisne est un affluent. Soissons est inondée, plusieurs ponts sont emportés, notamment à Vouziers et à Rethel.
Le 25 janvier 1910 une grande crue gonfle la rivière, 1,38 m à Rethel, 5 m à Vouziers.

##### Lame d'eau et débit spécifique
Enfin, la lame d'eau écoulée dans le bassin versant de l'Aisne est passée de 336 millimètres par an à 260 mm annuellement, ce qui devient inférieur à la moyenne d'ensemble de la France, mais reste supérieur à la totalité du bassin de la Seine (240 millimètres par an). Le débit spécifique de la rivière (ou Qsp) n'atteint désormais plus que 8,2 litres par seconde et par kilomètre carré de bassin.

### Débits des cours d'eau du bassin de l'Aisne
| Nom      | Localité             | Débits en m3/s | Débits en m3/s | Débits en m3/s | Débits en m3/s | Débits en m3/s | Débits en m3/s | Débits en m3/s | Côte max (m) | Max. instant. | Max. journ. | Lame d'eau (mm) | Surface (km2) |
| Nom      | Localité             | Module         | VCN3 (étiage)  | QIX 2          | QIX 5          | QIX 10         | QIX 20         | QIX 50         | Côte max (m) | Max. instant. | Max. journ. | Lame d'eau (mm) | Surface (km2) |
| -------- | -------------------- | -------------- | -------------- | -------------- | -------------- | -------------- | -------------- | -------------- | ------------ | ------------- | ----------- | --------------- | ------------- |
|          |                      |                |                |                |                |                |                |                |              |               |             |                 |               |
| Aisne    | Passavant-en-Argonne | 2,66           | 0,027          | 24             | 35             | 43             | 50             | 59             | 3,18         | 46,9          | 45,6        | 377             | 223           |
| Ante     | Châtrices            | 0,993          | 0,029          | 9,3            | 13             | 15             | 17             | 20             | 2,34         | 14,0          | 13,1        | 278             | 113           |
| Biesme   | Le Claon             | 0,925          | 0,014          | 15             | 19             | 21             | 23             | 26             | 2,80         | 23,3          | 17,3        | 411             | 71            |
| Aire     | Chevières            | 13,6           | 0,420          | 100            | 140            | 160            | 180            | 210            | 3,49         | 240,0         | 190,0       | 431             | 1 000         |
| Aisne    | Mouron               | 23,9           | 1,100          | 150            | 210            | 250            | 290            | 340            | 3,93         | 296,0         | 310,0       | 332             | 2 280         |
| Aisne    | Givry                | 31,2           | 2,100          | 190            | 230            | 260            | 290            | 330            | 5,09         | 300,0         | 297,0       | 336             | 2 940         |
| Vaux     | Écly                 | 4,46           | 0,300          | 54             | 74             | 87             | 99             | -              | 2,90         | 113,0         | 87,7        | 446             | 316           |
| Retourne | Houdilcourt          | 1,59           | 0,050          | 2,8            | 4              | 4,8            | 5,5            | 6,5            | 1,48         | -             | 7,5         | 156             | 322           |
| Suippe   | Orainville           | 4,34           | 0,300          | 7,8            | 11             | 13             | 15             | 17             | 1,54         | 16,4          | 16,4        | 171             | 802           |
| Aisne    | Berry-au-Bac         | 48,20          | 3,900          | 200            | 280            | 330            | 380            | 450            | 3,78         | -             | 478         | 291             | 5 230         |
| Vesle    | Braine               | 7,72           | 1,400          | 18             | 24             | 27             | 31             | -              | 1,89         | 34,1          | 32          | 169             | 1 440         |
| Crise    | Soissons             | 0,78           | 0,310          | 2,3            | 2,8            | 3,2            | 3,5            | -              | 0,90         | 3,8           | 3,4         | 209             | 118           |
| Aisne    | Trosly-Breuil        | 65,40          | 8,600          | 220            | 310            | 370            | 420            | 500            | 3,69         | -             | 451,0       | 260             | 7 940         |

## Aménagements et écologie

### Navigation
L'Aisne est une rivière navigable sur laquelle de nombreuses écluses sont aménagées. La partie amont de la rivière, non navigable, est également appelée « Aisne sauvage ».

### Pêche
Du point de vue piscicole, l'Aisne est classée cours d'eau de deuxième catégorie. La rivière est riche en poissons blancs dont les plus représentés sont les gardons, les ablettes et les brèmes. Elle abrite également de belles populations de brochets, de carpes, de tanches, de barbeaux, de goujons et de perches. Toutes ces populations sont présentes en grande densité.

## Tourisme

### Monuments et sites à visiter
- Soissons, sa cathédrale gothique et ses abbayes.
- Compiègne, son château et sa forêt.
- Rethondes et la clairière de l'Armistice.
- Asfeld et son église très particulière.
- Rethel
- Vouziers
- Forêts de l'Argonne.